# Шутово (Кимрский район)
Шутово — деревня в Кимрском районе Тверской области. Входит в состав Центрального сельского поселения.

## География
Находится в юго-восточной части Тверской области на расстоянии приблизительно 2 км на юго-запад по прямой от районного центра города Кимры в левобережной части района.

## История
Известна была с 1635 года как деревня с 10 дворами. В 1780-х годах 43 двора, в 1806 — 21. В 1859 году здесь (деревня Корчевского уезда Тверской губернии) было учтено 23 двора, в 1887 — 49.

## Население
Численность населения: 31 человек (1635 год), 281 (1780-е годы), 125 (1806),, 168 (1859 год), 265 человек (1887), 20 (русские 100 %) в 2002 году, 8 в 2010.